# 交響曲第3番 (ラフマニノフ)
《交響曲 第3番 イ短調》作品44は、セルゲイ・ラフマニノフが作曲した最後の番号つき交響曲である。

## 概要
1935年6月に着手、1936年6月6日に完成。管弦楽曲としては《パガニーニの主題による狂詩曲》に次いで作曲された。作曲の大部分はルツェルン湖のほとりに建てた別荘で行われた。
初演についてはレオポルド・ストコフスキーとユージン・オーマンディが初演権を巡って争ったが、結局1936年11月6日にストコフスキーの指揮のフィラデルフィア管弦楽団の演奏によって行われた。また、ラフマニノフはこの作品に自信を持っていたようで、指揮者としてフィラデルフィア管弦楽団と共演して録音を残している。
既に《パガニーニ狂詩曲》においてもその傾向は見えていたが、甘く切ない旋律を歌い上げるロシア時代の作風からは離れ、ラフマニノフ作品としては比較的リズミカルな楽想が追究されている。しかしながらも第1楽章と第2楽章は牧歌的な性格も兼ね備え、調性はより旋法に傾きやすいなど、いくぶんヴォーン・ウィリアムズの作風に近い。半面、音色やデュナーミクの鮮烈な対比のほか、楽想やテクスチュアの急転が全般的に際立っており、特殊奏法の効果も相俟ってハリウッドの映画音楽を連想させる部分もある。
楽章構成や演奏時間から見る限り、最後の作品となった《交響的舞曲》と姉妹関係にあることが分かる。

## 楽器編成
金管楽器が充実していることや、卓抜した管弦楽法の手腕のために、いかにも巨大なオーケストラが鳴っているかのように感じられるが、実際はさほど大きくない（典型的な3管編成）。むしろ最小限の編成から最大限の効果を引き出すことに成功していると言ってよい。
- 木管楽器
  - ピッコロ1、フルート2、オーボエ2、イングリッシュホルン1、クラリネット2、バスクラリネット1、ファゴット2、コントラファゴット1
- 金管楽器
  - ホルン4、トランペット2、アルト・トランペット1、トロンボーン3、チューバ1
- 打楽器、その他
  - ティンパニ、シロフォン、シンバル、タンバリン、バスドラム、スネアドラム、トライアングル、タムタム、ハープ、チェレスタ
- 弦楽器
  - 第1ヴァイオリン、第2ヴァイオリン、ヴィオラ、チェロ、コントラバス

ハープについては、「音量が十分でないと感じられる場合にはアップライトピアノで補強せよ」との指示がある。

## 楽曲構成
この曲はドイツ流の4楽章制ではなく、フランス流の3楽章制を採用している。しかしながら第2楽章ではスケルツォ的な性格の中間部を有するため、ドイツ流交響曲における第2・3楽章を1つに圧縮した形とも解釈できる（このようなスタイルはセザール・フランクの交響曲にも表れている）。演奏時間は約40分。

### 第1楽章：Lento - Allegro moderato
イ短調。短い序奏つきの自由なソナタ形式。
序奏ではクラリネット、ホルン、チェロが寂しげな旋律を奏で、その後オーケストラ全体によって力強いモチーフが示される。序奏の主題は再現部冒頭だけでなく、続く第2・第3楽章の開始部分や各楽章の終結部でも形を変えて現れ、全曲に統一感を与えている。弦楽器の伴奏によってオーボエが歌う柔和な第1主題は、序奏から導かれたもの。イ短調と言われるが、むしろ旋法的である。しばらくこの主題を基に音楽は進み、チェロによってホ長調に始まる第2主題が出される。これはやがてヘ長調に転調し、金管楽器によって朗々と響きわたる。展開部では新しい動機が加わる。再現部では型どおりに2つの主題が示されるが、ヴァイオリンやチェロ、ハープ、フルート、オーボエの独奏が目立つなど、室内楽的なテクスチュアに書き換えられている。そして、穏やかな調子のコーダで楽章を閉じる。

### 第2楽章：Adagio ma non troppo - Allegro vivace
嬰ハ短調。変則的な複合三部形式。先述の通り、全曲が3つの楽章によって構成されているため、この楽章の中間部にはスケルツォ的な性格が付されている。
第1部は緩徐楽章に相当する部分。先行楽章の余韻を引きずりながら、ハープの響きに乗ってホルンが歌う1つ目の主題と、ヴァイオリンソロによる2つ目の主題を基に、曲は進められる。室内楽的なテクスチュアによって牧歌的な雰囲気を持っている。中間部では打楽器の伴奏に乗ってワルツのリズムをもった粗野な楽想に転じる（この構成はすでに《ピアノ協奏曲 第3番》に現れていた）。第一楽章第一主題の変形と見られる主題を中心とした活気あふれたスケルツォが展開されたのち、第3部がコーダ的に姿を見せ、楽章を閉じる。

### 第3楽章：Allegro
イ長調。ラフマニノフ独特の形式で、自由なロンド形式とすることも可能だが、単一主題によるソナタ形式とする解釈もある。
ラフマニノフに典型的な軍楽調のフィナーレだが、精神的・内容的には《絵画的練習曲「音の絵」作品39》の第9曲の異国趣味に近い。第1楽章の序奏と関連深い導入句で始まる。これに続いて弦楽器による活発な主題が提示される。この後いくつかの副主題も出るが、別段大きな役割を果たすことはない。展開部ではフーガ的な主題の処理も見られ、簡潔な再現部を経てコーダに入り、次第にテンポを上げながら力強く締めくくる。ちなみに、展開部およびコーダにはラフマニノフのトレードマークとでも言うべき《怒りの日》が現れる。